# Frédéric Auckenthaler
 (septembre 2020).
Frédéric Louis Henri Oscar Auckenthaler  (né le 29 septembre 1899 à Lausanne, mort le 18 février 1946 à Mulhouse) est un joueur professionnel suisse de hockey sur glace.
Frédéric Auckenthaler est le fils de Max Auckenthaler (président du football suisse en 1898) et le neveu d'Oscar Auckenthaler.

## Carrière
Frédéric Auckenthaler fait sa carrière d'abord au HC La Villa Lausanne puis à partir de 1923 au HC Château-d'Œx. Le HC Château-d'Œx est champion suisse international en 1924.
Frédéric Auckenthaler fait partie de l'équipe de Suisse aux Jeux olympiques de 1924 à Chamonix, où il joue deux matchs. Il est présent également au Championnat d'Europe 1923, marquant un but en quatre matchs.
En parallèle de sa carrière, alors qu'il vient de terminer ses études à l'Université de Lausanne, Frédéric Auckenthaler est le premier chancelier du Comité international olympique (CIO) entre 1922 et 1925 et aussi en 1923 trésorier, parrainé par son ami Pierre de Coubertin qui est aussi un ami de son père, grand propagateur des sports et introducteur de certains en Suisse. Il quitte ses fonctions en 1925 pour un voyage probablement à Londres, car il épouse une femme britannique, mariage qui ne dure pas longtemps.
Ensuite il est professeur de français et de mathématiques à Nyon et fonde une famille.
Il entre plus tard à la Croix-Rouge et est chargé de traiter les affaires impliquant les soldats américains en Suisse. Entre 1941 et 1944, il est inspecteur des camps allemands des prisonniers de guerre alliés puis, après la fin de la Seconde Guerre mondiale, est pendant six mois directeur du camp de réfugiés de Saint-Cergue. Il meurt après une rapide maladie.